# Angel of the Morning
'Angel of the Morning'은 칩 테일러(Chip Taylor)가 작곡하고 많은 아티스트가 녹음한 인기 곡으로, 특히 메릴리 러쉬(Merrilee Rush), P. P. 아놀드(P. P. Arnold), 코니 이튼(Connie Eaton), 메리 메이슨(Mary Mason), Guys 'n'Dolls, 멜바 몽고메리(Melba Montgomery), 올리비아 뉴턴존(Olivia Newton-John) 및 쥬스 뉴턴(Juice Newton)이 녹음했다.

## 같이 보기
- Stand by Your Man